# Hal Film Maker
Hal Film Maker (ハルフィルムメーカー, Haru Firumu Meekaa) était un studio d'animation japonais fondé le 11 août 1993. En juillet 2009, le studio fusionne avec Yumeta Company pour former TYO Animations.

## Histoire
Après avoir travaillé chez Toei Animation, Katsunori Haruta fonde le studio Hal Film Maker, qui s'occupe à ses débuts de la pré-production. Le studio collabore dans un premier temps avec le studio Junio puis en 1997 sort sa première véritable production, Mata Mata Saber Marionette J, une série de six OAV. Le studio produit par la suite de nombreuses série dont les deux premiers opus de la saga Aria, qui restera l'un de ses plus gros succès. 
En 2003, l'entreprise TYO Production acquièrent 85 % de Hal Film Maker, faisant de cette dernière sa filiale. TYO possédait déjà le studio Yumeta à 80 %. En juillet 2009, Hal Film Maker fusionne avec la société Yumeta pour former TYO Animations qui reprend le nom de Yumeta Company en décembre 2017.

## Production
Source

### Série télévisée
- Saber Marionette J (avec Studio Junio) (25 épisodes) (octobre 1996 - mars 1997)
- Saber Marionette J to X (25 épisodes) (octobre 1998 - mars 1999)
- Boys Be... (13 épisodes) (avril 2000 - juin 2000)
- Strange Dawn (13 épisodes) (juillet 2000 - septembre 2000)
- Pretear (13 épisodes) (avril 2001 - juin 2001)
- Princesse Tutu (26 épisodes) (août 2002 - mars 2003)
- Uta Kata (13 épisodes) (octobre 2004 - décembre 2004)
- Fushigiboshi no Futagohime (51 épisodes) (avril 2005 - mars 2006)
- Aria the Animation (13 épisodes) (octobre 2005 - décembre 2005)
- Aria the Natural (26 épisodes) (avril 2006 - septembre 2006)
- Nishi no Yoki Majo (13 épisodes) (avril 2006 - juin 2006)
- Fushigiboshi no Futago Hime Gyu! (52 épisodes) (avril 2006 - mars 2007)
- Ōban, Star-Racers (26 épisodes) (septembre 2006 - mars 2007)
- Night Wizard (13 épisodes) (octobre  2007 - décembre 2007)
- Sketchbook ~full color'S~ (13 épisodes) (octobre  2007 - décembre 2007)
- Mahō Tsukai ni Taisetsu na Koto: Natsu no Sora (12 épisodes) (juillet 2008 - septembre 2008)
- Kemeko Deluxe! (12 épisodes) (octobre 2008 - décembre 2008)
- Skip Beat! (25 épisodes) (octobre 2008 - mars 2009)
- B Gata H Kei (12 épisodes) (avril 2010 - juin 2010)

### Films
- Macross 7: Ginga ga Ore wo Yondeiru! (avec Studio Junio) (1995)
- Slayers Premium (2001)

### OAV
- 3x3 Eyes Seima Densetsu (avec Toei?) (1995-1996) (3 OAV)
- Mata Mata Saber Marionette J (6 OAV) (1997)
- Angel Sanctuary (3 OAV) (2000)
- Heat Coktail (1 OAV) (2002)
- Teizokurei Daydream (4 OAV) (2004)
- Bokusatsu Tenshi Dokuro-chan (4 OAV) (2005)
- Yotsunoha (2 OAV) (2008)
- Tamayura (? OAV) (2010)